# Opéra national de Lorraine
L'Opéra national de Lorraine è un teatro situato a Nancy, dal 26 dicembre 1923 monumento storico di Francia.
È membro delle associazioni Réunion des Opéras de France, European Network For Opera (RESEO) e Opera Europa.

## Storia
L'edificio attuale sostituì il théâtre de la Comédie, costruito nel 1758 durante il regno di Stanislao Leszczyński e distrutto da un incendio durante la notte tra il 4 e il 5 ottobre del 1906. Fu immediatamente decisa la costruzione di un nuovo teatro.

## Architettura
Il nuovo teatro all'italiana da 1.310 posti fu progettato da Joseph Hornecker e inaugurato il 4 ottobre 1919 con Sigurd di Ernest Reyer.
Nonostante facesse parte della Scuola di Nancy, Joseph Hornecker realizzò il progetto nel rispetto di uno stile classico, e solo il «salone orientale» dell'edificio presenta le caratteristiche dell'Art Nouveau.

## Galleria d'immagini

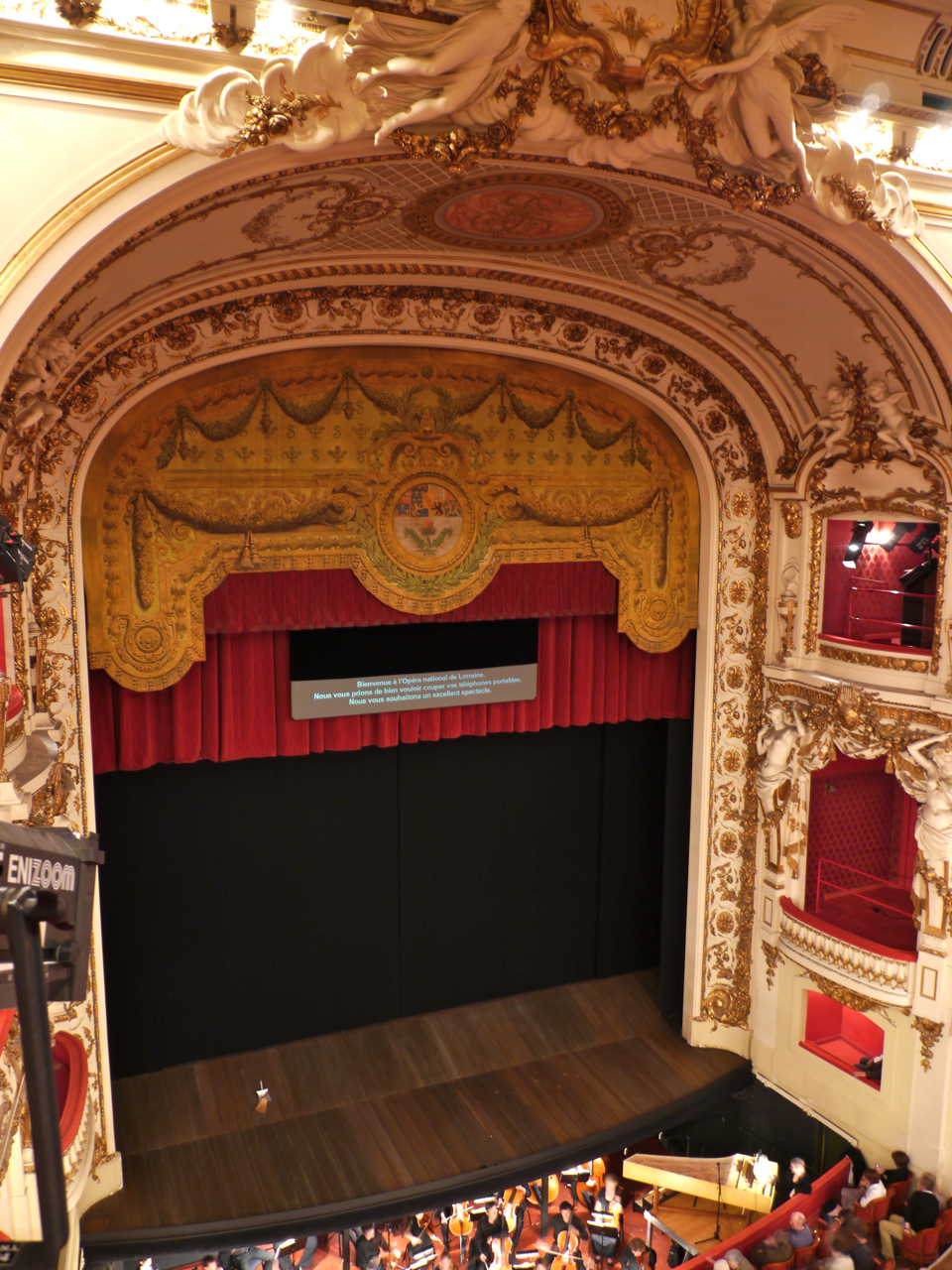
Il palcoscenico dell'Opéra National de Lorraine
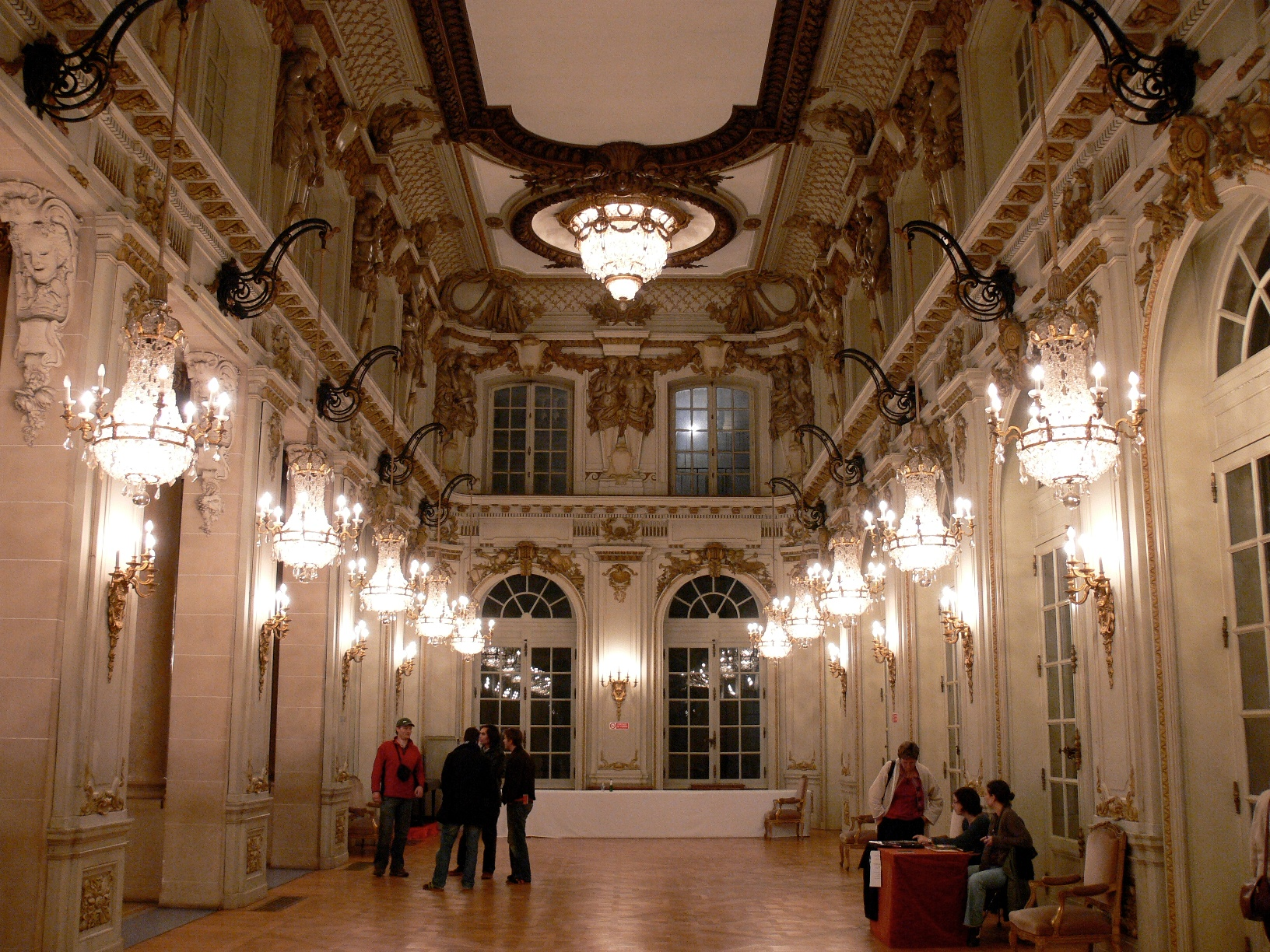
Il foyer dell'Opéra National de Lorraine